# ドンバス戦略攻勢
ドンバス戦略攻勢(Donbass Strategic Offensive)はナチスの侵略者からドンバス地域(ウクライナ東部ドネツ川流域、炭田が多い)を解放することを目的として第二次世界大戦の東部戦線(独ソ戦)で赤軍により実施された戦略的作戦である。
ソビエト連邦の勝利の結果として、この重要な経済的地域からの産出がナチス・ドイツを利する事はなくなった。
1944年までにソビエト連邦はその地域における産業の操業を再開した。
ドンバス攻勢の副産物としてドイツ軍はクバーニからの撤退を余儀なくされた。